# Episodi di Mike Hammer (prima stagione)
La prima stagione della serie televisiva Mike Hammer è andata in onda negli Stati Uniti dal 7 gennaio 1958 al 5 ottobre 1958 in syndication.
| nº | Titolo originale           | Prima TV USA      |
| -- | -------------------------- | ----------------- |
| 1  | The High Cost of Dying     | 7 gennaio 1958    |
| 2  | Just Around the Coroner    | 14 gennaio 1958   |
| 3  | Hot Hands, Cold Dice       | 21 gennaio 1958   |
| 4  | Death Gets a Diploma       | 28 gennaio 1958   |
| 5  | So That's Who It Was       | 11 febbraio 1958  |
| 6  | Dead Men Don't Dream       | 18 febbraio 1958  |
| 7  | Letter Edged in Blackmail  | 25 febbraio 1958  |
| 8  | Death Takes an Encore      | 7 marzo 1958      |
| 9  | Lead Ache                  | 14 marzo 1958     |
| 10 | Overdose of Lead           | 21 marzo 1958     |
| 11 | A Grave Undertaking        | 28 marzo 1958     |
| 12 | A Shot in the Arm          | 4 aprile 1958     |
| 13 | Stay Out of Town           | 11 aprile 1958    |
| 14 | Beautiful, Blue and Deadly | 18 aprile 1958    |
| 15 | Skinned Deep               | 25 aprile 1958    |
| 16 | Peace Bond                 | 2 maggio 1958     |
| 17 | Play Belles' Toll          | 9 maggio 1958     |
| 18 | For Sale: Deathbed--Used   | 16 maggio 1958    |
| 19 | Music to Die By            | 23 maggio 1958    |
| 20 | My Fair Deadly             | 30 maggio 1958    |
| 21 | The New Look               | 7 giugno 1958     |
| 22 | The Broken Frame           | 14 giugno 1958    |
| 23 | Look at the Old Man Go     | 21 giugno 1958    |
| 24 | The Paper Shroud           | 28 giugno 1958    |
| 25 | My Son and Heir            | 5 luglio 1958     |
| 26 | Final Curtain              | 12 luglio 1958    |
| 27 | A Detective Tail           | 19 luglio 1958    |
| 28 | It's an Art                | 26 luglio 1958    |
| 29 | Four Blind Mice            | 2 agosto 1958     |
| 30 | Scar and Garter            | 12 ottobre 1958   |
| 31 | No Pockets in a Shroud     | 9 agosto 1958     |
| 32 | The Living Dead            | 16 agosto 1958    |
| 33 | Old Folks at Home Blues    | 23 agosto 1958    |
| 34 | No Business Like-----      | 30 agosto 1958    |
| 35 | Crepe for Suzette          | 7 settembre 1958  |
| 36 | Letter of the Weak         | 14 settembre 1958 |
| 37 | That Schoolgirl Complex    | 21 settembre 1958 |
| 38 | To Bury a Friend           | 28 settembre 1958 |
| 39 | Mere Maid                  | 5 ottobre 1958    |

## The High Cost of Dying
- Prima televisiva: 7 gennaio 1958
- Diretto da: Lawrence Dobkin
- Scritto da: Steven Thornley

### Trama
- Guest star: Lynne Allen (Eva Hollister Ingalls), William Allyn (Floyd Ingalls), Robert Patten (Herb Garth), Eleanore Tanin (Meg Hollister), Don Kennedy (agente in borghese), Herschel Graham (condannato)

## Just Around the Coroner
- Prima televisiva: 14 gennaio 1958

### Trama
- Guest star: Charles Davis (Charlie), Jonathan Hole (Man in Hotel Room), Raymond Greenleaf (Benedict Cottle), Walter Reed (Joe Stanley), Helen Spring (Girl in Hotel Lobby), Stanley Farrar (negoziante), K. L. Smith (Oscar), Whitney Blake (Prosperity Gamble)

## Hot Hands, Cold Dice
- Prima televisiva: 21 gennaio 1958
- Diretto da: Boris Sagal
- Scritto da: Lawrence Kimble

### Trama
- Guest star: Paul Langton (Frank Beulah), Barbara Darrow (Sharon O'Closkey), V. J. Ardwin (Willie)

## Death Gets a Diploma
- Prima televisiva: 28 gennaio 1958
- Diretto da: Richard Irving
- Soggetto di: Hendrik Vollaerts

### Trama
- Guest star: Richard Benedict (Pete Martin), Steve Conte (Red), William Swan (Johnny Allen), Ann Morrison (LIz Allen), Karen Sharpe Kramer (June Desmond)

## So That's Who It Was
- Prima televisiva: 11 febbraio 1958
- Diretto da: John English
- Soggetto di: Evan Hunter

### Trama
- Guest star: John Harmon (Joey Stark), Barbara Luna (Lily Yu), Anna May Wong (Madame Chu), Robert Foulk (Gus Peters), Weaver Levy (Heavy), Charles Horvath (Hall Boy), Keye Luke (Sammy Wong)

## Dead Men Don't Dream
- Prima televisiva: 18 febbraio 1958
- Diretto da: Joe Parker
- Soggetto di: Evan Hunter

### Trama
- Guest star: Lisa Gaye (Eve), Richard Bakalyan (Lou), Russell Collins (Pop O'Donnell), Kipp Hamilton (Katie O'Donnell), John Shaner (Zip), Lawrence Dobkin (Moose)

## Letter Edged in Blackmail
- Prima televisiva: 25 febbraio 1958
- Diretto da: Boris Sagal
- Scritto da: Frank Kane

### Trama
- Guest star: Stacy Harris (Steve Lewis), John Gallaudet (Ryan), Fay Baker (Margaret Green), Herbert Rudley (Carl Reuter), Angie Dickinson (Lucille Hart)

## Death Takes an Encore
- Prima televisiva: 7 marzo 1958
- Diretto da: Richard Irving
- Scritto da: Frank Kane

### Trama
- Guest star: John Dennis (Flannery), Peter Coe (Stanley), Lou Krugman (Abel Carroll), Ted de Corsia (Pat), Tim Graham (Morgue Attendant), Jan Arvan (Maitre'd), Ralph Gamble (Lou), Diane Brewster (Miss Patti)

## Lead Ache
- Prima televisiva: 14 marzo 1958
- Diretto da: Richard Irving
- Scritto da: Frank Kane

### Trama
- Guest star: Dan Seymour (Rozenka), Joi Lansing (Jackie LaRue), Doris Singleton (Barbara Lake), Richard Karlan (Madden), Doris Dowling (Miss Carla), Raymond Bailey (Mike Cowan)

## Overdose of Lead
- Prima televisiva: 21 marzo 1958
- Diretto da: Boris Sagal
- Soggetto di: Curtis Cluff

### Trama
- Guest star: Robert Quarry (Ralph Shields), Theodore Newton (Doc Karnes), Grant Richards (Bart Stengler), Eve McVeagh (Veronica Karnes), Karl Davis (Louis), Constance Towers (Jean Barr)

## A Grave Undertaking
- Prima televisiva: 28 marzo 1958
- Diretto da: Boris Sagal
- Soggetto di: Henry Kane

### Trama
- Guest star: Rebecca Welles (Sandra Mantell), Tracey Roberts (Ethel Fleetwood), Peggy Converse (Margaret Reed), Frank Albertson (Abner Reed), Chet Stratton (Harry Fleetwood), Fay Spain (Trina Greco)

## A Shot in the Arm
- Prima televisiva: 4 aprile 1958
- Diretto da: John English
- Soggetto di: Richard Deming

### Trama
- Guest star: Sidney Smith (Alex), Robert Dix (Rick Stoner), Philip Ober (Norman Sheridan), Katherine Warren (Ethel Sheridan), Herschel Bernardi (Joe Sale), Maudie Prickett (Miss Linda), Jacqueline Scott (Vivian Banner)

## Stay Out of Town
- Prima televisiva: 11 aprile 1958
- Diretto da: Boris Sagal
- Scritto da: Frank Kane

### Trama
- Guest star: Rusty Lane (sceriffo Miller), Jean Byron (Miss Lewis), H. M. Wynant (Ed Moran), James Westerfield (D. A. Jim Dayton), Peter Miller (Bob Gilmore), Gloria Talbott (Judy Rogers)

## Beautiful, Blue and Deadly
- Prima televisiva: 18 aprile 1958
- Diretto da: Boris Sagal
- Soggetto di: Burt Sims

### Trama
- Guest star: Nita Talbot (Susan Reed), Robert Ellenstein (Arthur Phister), Tom Brown (Johnny Aiken), Berry Kroeger (Oliver Lynch)

## Skinned Deep
- Prima televisiva: 25 aprile 1958
- Diretto da: Richard Irving
- Scritto da: Frank Kane

### Trama
- Guest star: Tom Palmer (Robert Stewart), Alan Paige (Sam), Johnny Seven (Harry), Patricia Hardy (Lori Wilson), Carole Mathews (Marta Ryan)

## Peace Bond
- Prima televisiva: 2 maggio 1958
- Diretto da: John English
- Soggetto di: Curtis Cluff

### Trama
- Guest star: George Eldredge (giudice), Frank Marlowe (Joe the Book), Wesley Lau (Johnny Conrad), Edmon Ryan (Tom Bronson), George Sawaya (cameriere), Marion Ross (Mary Williams)

## Play Belles' Toll
- Prima televisiva: 9 maggio 1958
- Diretto da: Boris Sagal
- Scritto da: Frank Kane

### Trama
- Guest star: Dennis Patrick (Ed Camden), Lillian Bronson (Mrs. Brewster), Joan Marshall (Lisa Greer), Douglas Dick (Lester), Johnny Seven (Sammy), Jean Willes (Lori Richards)

## For Sale: Deathbed--Used
- Prima televisiva: 16 maggio 1958
- Diretto da: Richard Irving
- Scritto da: Lawrence Kimble

### Trama
- Guest star: Gail Kobe (Edie Miller), Terry Becker (Tyler Earl), Rachel Ames (Mrs. Armstrong), Virginia Christine (June Earl), Dale van Sickel (Edgar), Lida Piazzo (Mrs. Holman), Joe Di Reda (Joe Dunn), Sam Buffington (Sam Earl)

## Music to Die By
- Prima televisiva: 23 maggio 1958
- Diretto da: Boris Sagal
- Scritto da: Frank Kane

### Trama
- Guest star: George Keymas (Mark Michaels), Wally Vernon (Wally Davis), Joan Banks (Sandra Ryan), Robert Nichols (Mel Sands), Gil Perkins (Heavy), The Ames Brothers (loro stessi)

## My Fair Deadly
- Prima televisiva: 30 maggio 1958
- Diretto da: Richard Irving
- Scritto da: Barry Shipman

### Trama
- Guest star: Betty Utey (Peggy Sanford), Alan Dexter (Rick Morley), Jean Allison (Virgie Darlen), Dan Barton (Andy King), Paul Lukather (Nicolas Maison)

## The New Look
- Prima televisiva: 7 giugno 1958
- Diretto da: John English
- Scritto da: Lawrence Menkin

### Trama
- Guest star: Midge Ware (Mona), Steven Geray (dottor Kosta), Doris Dowling (Carol Potter), Walter Reed (Fred Rankin), Mary Anderson (Linda Mayfair)

## The Broken Frame
- Prima televisiva: 14 giugno 1958
- Diretto da: John English
- Scritto da: Steven Thornley

### Trama
- Guest star: Sarah Anderson (Eve Bennett), Jack Weston (Crandall), Dick Van Patten (Paul), Lisa Golan (Anna), Charles Horvath (lottatore), Robert P. Lieb (Otis Stock)

## Look at the Old Man Go
- Prima televisiva: 21 giugno 1958
- Diretto da: Boris Sagal
- Scritto da: Lawrence Kimble

### Trama
- Guest star: Steven Ritch (Castle), Howard Wendell (dottor Dooling), Peter Hansen (Steve Sandborg), Angie Dickinson (Rita Patten), Bethel Leslie (Arlene Sandborg)

## The Paper Shroud
- Prima televisiva: 28 giugno 1958
- Diretto da: Boris Sagal
- Scritto da: Fenton Earnshaw

### Trama
- Guest star: Jay Lawrence (Nick Barron), Anthony Caruso (Artie Baron), George Brenlin (Danny), Penny Santon (Mama), Jimmy Casino (Bouncer), Eddie Saenz (Heavy), Lisa Montell (Maria)

## My Son and Heir
- Prima televisiva: 5 luglio 1958
- Diretto da: Sherman Marks
- Soggetto di: Stephen Marlowe

### Trama
- Guest star: Douglas Dick (Drum Oland), Virginia Gregg (Mildred Oland), Denver Pyle (Braddock), Barbara Turner De Hubp (Doris), Robert F. Simon (Eugene Oland), Donald Foster (dottor Roy)

## Final Curtain
- Prima televisiva: 12 luglio 1958
- Diretto da: Richard Irving
- Soggetto di: Richard Ellington

### Trama
- Guest star: Tudor Owen (Pop), Maurice Kelly (Sammy Johnson), Lawrence Dobkin (Tim Croyden), Herbert Rudley (Larry Mason), Barrie Chase (Kelly Croyden), Joan Taylor (Jackie)

## A Detective Tail
- Prima televisiva: 19 luglio 1958
- Diretto da: Boris Sagal
- Soggetto di: Richard Ellington

### Trama
- Guest star: Grace Lee Whitney (Tempest Flame), Joey Faye (Andy Anderson), Carl Betz (Butler Tilton), Ric Roman (Jack Cordell), J. Pat O'Malley (Danny Davis), Leonard Bell (detective Flannery), Frances Helm (Ann Cooper Tilton)

## It's an Art
- Prima televisiva: 26 luglio 1958
- Diretto da: Boris Sagal
- Scritto da: Frank Kane

### Trama
- Guest star: Ellen Parker (Rita Hayes), Robin Hughes (Carlyle), Ralph Clanton (Hank Clancy), Konstantin Shayne (Vinci), Barrie Chase (ballerino/a), Franz Roehn (Steinberg), Richard Reeves (custode), Harry Landers (Vic), Helen Westcott (Sally)

## Four Blind Mice
- Prima televisiva: 2 agosto 1958
- Diretto da: Boris Sagal
- Scritto da: Steven Thornley

### Trama
- Guest star: June Dayton (Marge Fallon), Vito Scotti (Jigger Sharp), Patricia Blair (Vicki Nolan), Paul Langton (Lew Fallon), William Phipps (Eddie Nolan)

## Scar and Garter
- Prima televisiva: 12 ottobre 1958
- Diretto da: Lawrence Dobkin
- Scritto da: Steven Thornley

### Trama
- Guest star: Margaret Lindsay (Diana Chapman), Yvette Vickers (Gail Chapman), Paula Hill (Janet Kellogg), Barney Phillips (Orin Bass)

## No Pockets in a Shroud
- Prima televisiva: 9 agosto 1958
- Diretto da: Boris Sagal
- Scritto da: Frank Kane

### Trama
- Guest star: Linda Leighton (Laura McDevitt), Clarke Gordon (Huey Gallagher), King Calder (Frank McDevitt), James McCallion (Harry Bower), Dick Crockett (Joe), Joan Taylor (Diane Baxter)

## The Living Dead
- Prima televisiva: 16 agosto 1958
- Diretto da: Sherman Marks
- Scritto da: Steven Thornley

### Trama
- Guest star: Robert Vaughn (Hank Barlow), John Hoyt (Shelton Dean), Patricia Huston (Susan Barlow), Charles Davis (Charlie)

## Old Folks at Home Blues
- Prima televisiva: 23 agosto 1958
- Diretto da: Richard Irving
- Scritto da: Lawrence Kimble

### Trama
- Guest star: Grace Raynor (Iyla), John Daheim (Smitty), Arthur Batanides (Ben Keller), Robert Clarke (Paul Jarrad), Ruta Lee (Susan Jarrad)

## No Business Like-----
- Prima televisiva: 30 agosto 1958
- Diretto da: Boris Sagal
- Scritto da: Fenton Earnshaw

### Trama
- Guest star: Michael Miller (attore) (Buddy Cull), Addison Richards (Doc Fawcett), Anthony Caruso (Lou Lindsey), Jeanne Cooper (Lucy Manning), Marya Stevens (Marie), Theodore Newton (Dan Manning), Susan Morrow (Ann Fawcett)

## Crepe for Suzette
- Prima televisiva: 7 settembre 1958
- Diretto da: Boris Sagal
- Scritto da: Frank Kane

### Trama
- Guest star: Walter Maslow (Carl Rodney), Dick Crockett (rapinatore), Ruta Lee (Shelly Lewis), Henry Hunter (Vaughan), Paul Baxley (Ryan), Dale van Sickel (rapinatore), Alan Mowbray (Carlson)

## Letter of the Weak
- Prima televisiva: 14 settembre 1958
- Diretto da: Boris Sagal
- Scritto da: Frank Kane, Lawrence Kimble

### Trama
- Guest star: John Smith (Smitty), Charles Watts (dottor Sympson), John Carlyle (Harris Stevens), Paula Raymond (Luella Stevens), George Robotham (Duke), Evelyn Scott (infermiera Sanders), John Hoyt (Carter Stevens)

## That Schoolgirl Complex
- Prima televisiva: 21 settembre 1958
- Diretto da: Boris Sagal
- Scritto da: Steven Thornley

### Trama
- Guest star: Francis McDonald (Jeb Coleman), Carol Nugent (Claudia), Katherine Squire (Virginia Westcott), Maureen Cassidy (Sarah Nolan), Susan Whitney (Harriet Easton), Andrea King (Samantha Hatton)

## To Bury a Friend
- Prima televisiva: 28 settembre 1958
- Diretto da: Boris Sagal
- Scritto da: Fenton Earnshaw

### Trama
- Guest star: Baynes Barron (Max Dacon), Larry J. Blake (Bailey), Jacqueline Mayo (Bonnie Tate), Than Wyenn (Harry Tate), Jean Inness (Mama Dukas), Allen Pinson (Johnny Boyd), James Westerfield (tenente Checkers)

## Mere Maid
- Prima televisiva: 5 ottobre 1958
- Diretto da: Boris Sagal
- Scritto da: Robert C. Dennis

### Trama
- Guest star: Peter Damon (Chris McCullah), Don Hix (Barney), Neil Hamilton (Arnold Sterling), Mary Webster (Irene), Michael Hinn (), Robert Riordan (Fraser Cordy), Allison Hayes (Miriam Corday)